# Athaumasta
Athaumasta é um gênero de traça pertencente à família Arctiidae.